# Хогштеде
Хогштеде (нем. Hoogstede) — коммуна в Германии, в земле Нижняя Саксония.
Входит в состав района Графство Бентхайм. Подчиняется управлению Эмлихгайм. Население составляет 2884 человека (на 31 декабря 2010 года). Занимает площадь 49,77 км².
Коммуна подразделяется на 7 сельских округов.
| Год  | Население |
| ---- | --------- |
| 1990 | 2666      |
| 1995 | 2766      |
| 2000 | 2798      |
| 2005 | 2852      |
| 2010 | 2902      |